# Dahala Khagrabari
Dahala Khagrabari è stata un'exclave indiana appartenente al territorio di Balapara Khagrabari nel Distretto di Cooch Behar, nella Divisione di Jalpaiguri dello Stato del Bengala Occidentale.
La sua collocazione, circondata dal Bangladesh, circondato a sua volta dall'India e a sua volta dal Bangladesh, l'ha resa, fino al 6 giugno 2015 quando il territorio è stato ceduto dall'India al Bangladesh, l'unica enclave al mondo di 3º grado.
Dal 6 giugno 2015 fa parte del villaggio bengalese di Upanchowki Bhajni da cui prima era circondato.

## Descrizione
Questo territorio era completamente circondato da quello del villaggio bengalese di Upanchowki Bhajni, che a sua volta è contenuto nel villaggio indiano di Balapara Khagrabari, che si trova all'interno del sottodistretto Debiganj, del distretto di Panchagarh, della divisione di Rangpur nel Bangladesh. In pratica, Dahala Khagrabari era un'enclave di un'enclave di un'enclave o controenclave.
Si trattava di un appezzamento di terra disabitato utilizzato per l'agricoltura. Il proprietario di questa enclave era un contadino bengalese che vive nell'enclave che circonda Dahala Khagrabari.
Nonostante le sue dimensioni ridotte pari a 7 000 metri quadri (1,7 acri), Dahala Khagrabari, non era la più piccola delle enclavi presenti al confine tra India e Bangladesh. La più piccola era Panisala, un'enclave indiana di 1 090 metri quadri (0,27 acri) nella stessa divisione.
A causa della mancanza di governo e delle condizioni sfavorevoli affrontate dai residenti delle enclavi, nel settembre 2011 i governi di India e Bangladesh hanno firmato un trattato, a quasi 40 anni dal precedente, manifestando la loro intenzione di risolvere il problema mediante lo scambio di 162 enclavi, offrendo però ai residenti una scelta di nazionalità. Il 6 giugno 2015 entrambi i primi ministri dei paesi hanno ratificato l'accordo sul confine terrestre e l'India ha così accettato di cedere l'enclave in Bangladesh. Il trattato è entrato in vigore il giorno stesso della ratifica.
Il trattato di Dacca del 6 settembre 2011 infatti aveva creato, ratificando il precedente trattato del 1974, il Corridoio Tin Bingha, lasciando in sospeso lo scambio di enclavi che, pur previsto, necessitava di un secondo trattato per la ratifica e la definizione dei termini dell'entrata in vigore.

## Schema dell'enclave

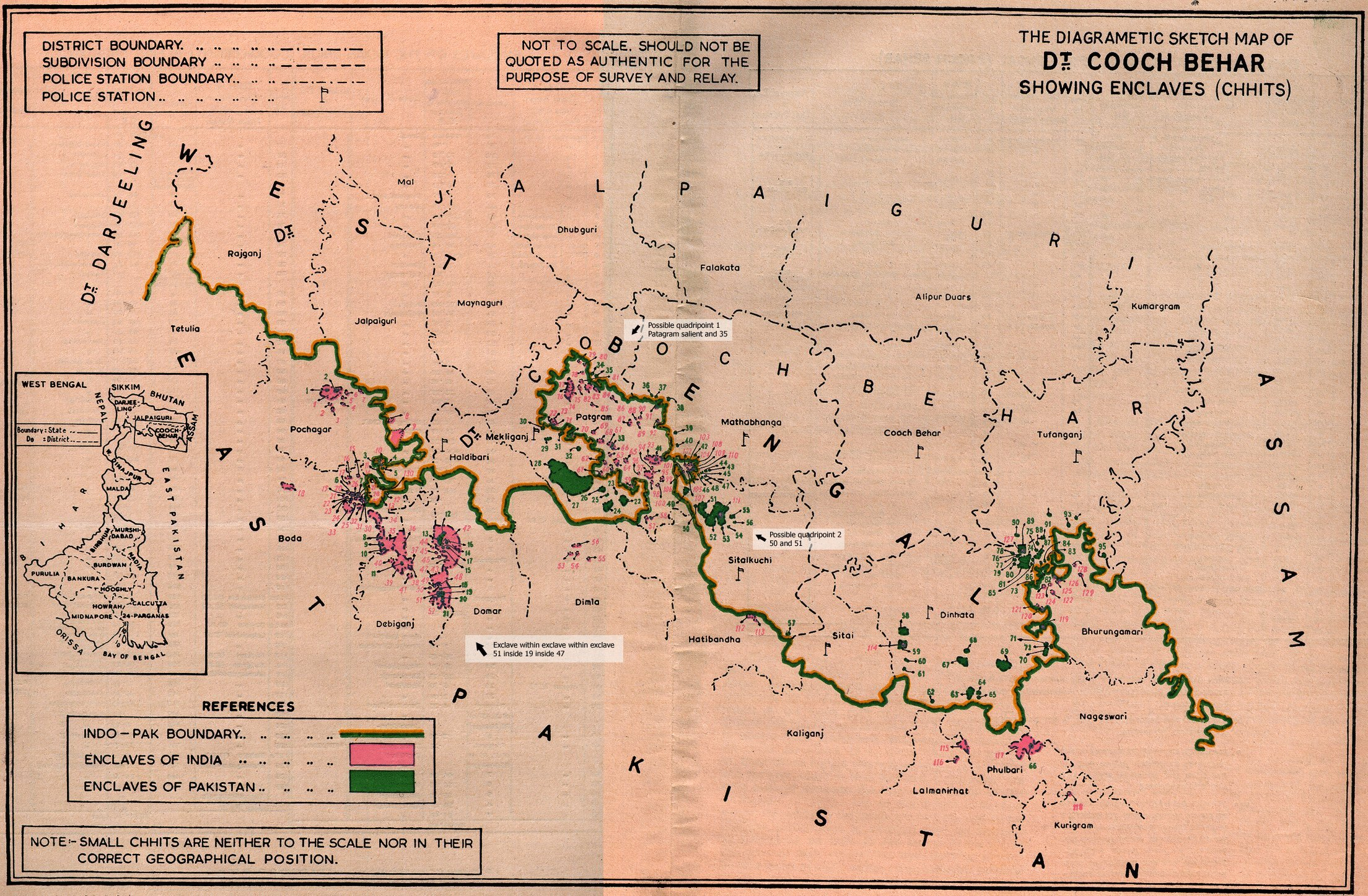
Mappa numerata delle enclavi. Delle tre note con frecce, quella in basso a sinistra (n. 51 all'interno del n. 19 all'interno del n. 47) indica Dahala Khagrabari contrassegnata dal numero 51 rosa.

| 21 contro-enclavi del Bangladesh (2,1 km²) \| Dahala Khagrabari: contro-contro enclave dell'India (0,007 km²) \| |
| Dahala Khagrabari: contro-contro enclave dell'India (0,007 km²)                                                  |

| Dahala Khagrabari: contro-contro enclave dell'India (0,007 km²) |

| 21 contro-enclavi del Bangladesh (2,1 km²) \| Dahala Khagrabari: contro-contro enclave dell'India (0,007 km²) \| |
| Dahala Khagrabari: contro-contro enclave dell'India (0,007 km²)                                                  |

| Dahala Khagrabari: contro-contro enclave dell'India (0,007 km²) |

| 21 contro-enclavi del Bangladesh (2,1 km²) \| Dahala Khagrabari: contro-contro enclave dell'India (0,007 km²) \| |
| Dahala Khagrabari: contro-contro enclave dell'India (0,007 km²)                                                  |

| Dahala Khagrabari: contro-contro enclave dell'India (0,007 km²) |

| 21 contro-enclavi del Bangladesh (2,1 km²) \| Dahala Khagrabari: contro-contro enclave dell'India (0,007 km²) \| |
| Dahala Khagrabari: contro-contro enclave dell'India (0,007 km²)                                                  |

| Dahala Khagrabari: contro-contro enclave dell'India (0,007 km²) |